# Donald Sarason
Donald Erik Sarason (Detroit, 26 de janeiro de 1933 – Berkeley, Califórnia, 8 de abril de 2017) foi um matemático estadunidense, que trabalhou com análise funcional.

## Vida
Sarason estudou na Universidade de Michigan, onde obteve o bacharelado em 1955,  mestrado em 1957 e um doutorado em 1963, com a tese The {\displaystyle H^{p}} spaces of annuli, orientado por Paul Halmos. No pós-doutorado esteve em 1963/1964 no Instituto de Estudos Avançados de Princeton. Em 1964 foi professor assistente e em 1970 professor na Universidade da Califórnia em Berkeley.
Dentre seus doutorandos constam Sheldon Axler e Thomas Wolff.

## Obras
- Ed. com Peter Rosenthal, Sheldon Axler: A glimpse at Hilbert space operators: Paul R. Halmos in memoriam. Birkhäuser, 2010
- Complex function theory. 2.ª Edição. American Mathematical Society, 2007
- Sub-Hardy Hilbert spaces in the unit disk. Wiley 1995
- Generalized Interpolation in {\displaystyle H^{\infty }}, Trans. Amer. Math. Soc., Volume 127, 1967, p. 179–203
- Algebras of Functions on the Unit Circle, Bull. Amer. Math. Soc., Volume 79, 1973, p. 286–299
- Functions of Vanishing Mean Oscillation, Trans. Amer. Math. Soc., Volume 207, 1975, p. 391–405